# Hermann Wilhelm Vogel
Hermann Wilhelm Vogel (26 de marzo de 1834 - 17 de diciembre de 1898) fue un fotógrafo y químico alemán que descubrió el modo práctico de realizar fotografías en color. Sus aportaciones se realizaron en el desarrollo de películas ortocromáticas.
Realizó estudios secundarios en Fráncfort del Óder y sus estudios universitarios en la universidad de Berlín donde obtuvo su doctorado en 1863 bajo la dirección de Karl Friedrich August Rammelsberg. El trabajo de su tesis doctoral fue Über das Verhalten von Chlorsilber, Bromsilber und Jodsilber im Licht und die Theorie der Photographie (Reacciones de cloruro de plata, bromuro de plata y yoduro de plata con la luz y la Teoría de la Fotografía) y que supuso el inicio de su interés por la fotografía.
En 1873 descubrió la forma de ampliar la sensibilidad espectral de las emulsiones fotográficas a la luz verde, ya que hasta entonces sólo eran sensibles al azul y los rayos UV, mediante la adición de colorantes, mientras que en 1884 descubrió la forma de ampliar la sensibilidad al naranja. Sin embargo, no pudo conseguir una respuesta plenamente pancromática, ya que se produjo en el año 1900 poco después de su muerte.
El método que empleó fue utilizar una mezcla de anilinas al colodión para que las placas se hiciesen sensibles al color rojo, mediante sus investigaciones consiguió que las placas teñidas de azul fuesen sensibles al amarillo, las que teñía de verde lo eran al rojo pero también a otros colores del espectro visible. Este descubrimiento lo publicó en The Philadefia Photographer el uno de diciembre de 1873.
En su actividad docente como profesor de fotografía en la Universidad Técnica de Berlín tuvo entre sus alumnos destacados a Alfred Stieglitz que asistió a sus clases entre 1882 y 1886.
Como fotógrafo de viajes realizó una expedición a Egipto, otra a Italia y posiblemente otra a Asia. Cuando en 1891 el Camera Club de Viena organizó la que se considera primera exposición del pictorialismo se mostró crítico con el hecho de que el jurado estuviese formado exclusivamente por varios pintores y un escultor sin incluirse ningún fotógrafo.

## Algunas publicaciones
- Die Photographie auf der Londoner Weltausstellung des Jahres 1862. Ed. H. Neuhoff, 1863

- Lehrbuch der Photographie (Robert Oppenheim, Berlín 1870, en Google Books

- Praktische Spektralanalyse irdischer Stoffe. 2ª ed. Berlín 1888 ff.

- Die chemischen Wirkungen des Lichts und die Photographie. 2ª ed. Leipzig 1883

- Die Photographie farbiger Gegenstände in den richtigen Tonverhältnissen. Berlín 1885

- Vom Indischen Ozean bis zum Goldland Reisebeobachtungen. Berlín 1877

- Lichtbilder nach der Natur. Berlín 1879

- über das Spiritistentreiben. Berlín 1880